# سانت كيتس ونيفيس في الألعاب الأولمبية الصيفية 2016

علم سانت كيتس ونيفيس.

نافست سانت كيتس ونيفيس في دورة الألعاب الأولمبية الصيفية 2016 في ريو دي جانيرو، البرازيل، من 05-21 أغسطس 2016.